# SMS S 131 (1917)
SMS S 131 – niemiecki niszczyciel z okresu I wojny światowej. Pierwsza jednostka typu S 131. Okręt wyposażony był w trzy kotły parowe opalane ropą naftową. Zapas paliwa wynosił 305 ton.

## Historia
Okręt został zbudowany w należącym wtedy do Cesarstwa Niemieckiego Elblągu, w stoczni Schichau-Werke. Zwodowano go 3 marca 1917.
W 1918 roku okręt internowano na akwenie Scapa Flow. Załoga zatopiła go 21 czerwca 1919 roku. Został zezłomowany w 1925 roku.